# Komitet Pamięci Gusen
Komitet Pamięci Gusen (zarejestrowane pod nazwą „Gusen Memorial Committee (GMC)”; niem. Gedenkdienstkomitee Gusen) – austriackie stowarzyszenie o międzynarodowym charakterze działania, którego celem jest badanie historii i zachowanie pamięci o ponad 40 000 ofiar (zaniedbanego przez dziesięciolecia) kompleksu byłego niemieckiego obozu koncentracyjnego Gusen oraz konserwacja budynków obozowych. Komitet wspiera ocalonych, prowadzi badania naukowe i pracę dydaktyczną, gromadzi i udostępnia źródła historyczne. Zajmuje się także oprowadzaniem wycieczek szkolnych, opracowywaniem artykułów, wydawaniem publikacji, jak również organizuje obchody rocznicowe.
Według władz stowarzyszenia termin „Gusen”, który oznacza około dwie trzecie obszaru zajmowanego przed 1946 r. przez kompleks niemieckich nazistowskich obozów koncentracyjnych Mauthausen-Gusen, był – zwłaszcza w Austrii – systematycznie pomijany w badaniach i narracji, które dotyczyły o byłego obozu koncentracyjnego Mauthausen; nie posiada również odpowiedniego, należnego miejsca w oficjalnej kulturze pamięci, zgodnie ze swoim znaczeniem.

## Historia stowarzyszenia
Geneza stowarzyszenia sięga 1979 r. Wtedy na terenie gminy St. Georgen an der Gusen, na obszarze której znajdował się niemiecki nazistowski obóz koncentracyjny Gusen, powstała lokalna grupa, której celem była aktywna działalność na rzecz upamiętnienia ludzi (więźniów) oraz tragicznej historii tego miejsca. Jej założycielami byli: Martha Gammer (miejscowa nauczycielka historii) oraz Rudolf A. Haunschmied (inżynier i pasjonat historii). Po 1989 r. stopniowo nawiązywano coraz ściślejszą współpracę ze stroną polską – zarówno ze świadkami historii, jak i urzędnikami (pracownikami MSZ). W 1995 r. odbyła się pierwsza uroczystość zorganizowana przez grupę, która upamiętniała rocznicę wyzwolenia obozu Gusen. W 2008 r. powołano do życia niezależny podmiot – Komitet Pamięci Gusen (Gusen Memorial Committee), który obecnie zrzesza kilkanaście osób, wywodzących się z wcześniejszej formacji oraz z grupy pracującej w miejscowej parafii.

## Honorowi członkowie stowarzyszenia
Honorowe członkostwo w Komitecie Pamięci Gusen przyznawane jest w zamian za oddane wsparcie i aktywne zaangażowanie na rzecz podtrzymania pamięci o ofiarach i zwrócenia uwagi szerokim kręgom społeczeństwa na zabójstwo dziesiątek tysięcy zapomnianych więźniów byłych obozów koncentracyjnych Gusen I, II i III.
Tytuł honorowego członka Komitetu Pamięci Gusen został przyznany następującym osobom:
- Maximilian Aichern, austriacki duchowny rzymskokatolicki, benedyktyn, w latach 1982–2005 biskup diecezjalny Linzu
- Ionna Biffi, córka ofiary, Włochy
- Paul Brusson, ocalony, Belgia
- St. sierż. Raymond S. Buch, wyzwoliciel, Stany Zjednoczone
- Josef Chendlik, ocalony, Wielka Brytania
- Jean Courcier, ocalony, Francja
- Pierre Serge Choumoff, ocalony, Francja
- Jean Gavard, ocalony, Francja
- Reinhard Hanausch, badacz i antykwariusz, Niemcy
- Mary Huisman, naukowiec, Holandia
- Ernst Hutsteiner, były burmistrz Langenstein, Austria
- Andrzej Kaczorowski, polski dyplomata; konsul generalny RP w Monachium, Ostrawie i Kolonii
- Stanisław Koprowski, ocalony, Polska
- Lars Labitzke, badacz, Niemcy
- Stanisław Leszczyński, ocalony, polski radiolog, prof. dr hab. n. med., jeden z pionierów stosowania rezonansu magnetycznego w Polsce
- Irena Lipowicz, profesor nauk prawnych, była ambasador RP w Austrii, Polska
- Karl Littner, ocalony, Stany Zjednoczone
- Artur Lorkowski, polski dyplomata, były ambasador RP w Austrii
- Vincent Mahler, wyzwoliciel, stany Zjednoczone
- Jan-Ruth Mills, badaczka, Stany Zjednoczone
- Jean Monin, ocalony, Francja
- Nedo Nencioni, ocalony, Włochy
- Angela Orthner, austriacka polityk, pierwsza przewodnicząca parlamentu Górnej Austrii
- Leszek Polkowski, ocalony, Polska
- Angelo Rati, ocalony, Włochy
- Eugeniusz Śliwiński, ocalony, Polska
- Dušan Stefančič, ocalony, przewodniczący Międzynarodowego Komitetu Mauthausen, Słowenia
- Wojcech Topolewski, ocalony, Polska
- Gunther Trübswasser, austriacki polityk
- Giuseppe Valota, badacz, Włochy
- Jerzy Wandel, ocalony, Austria.

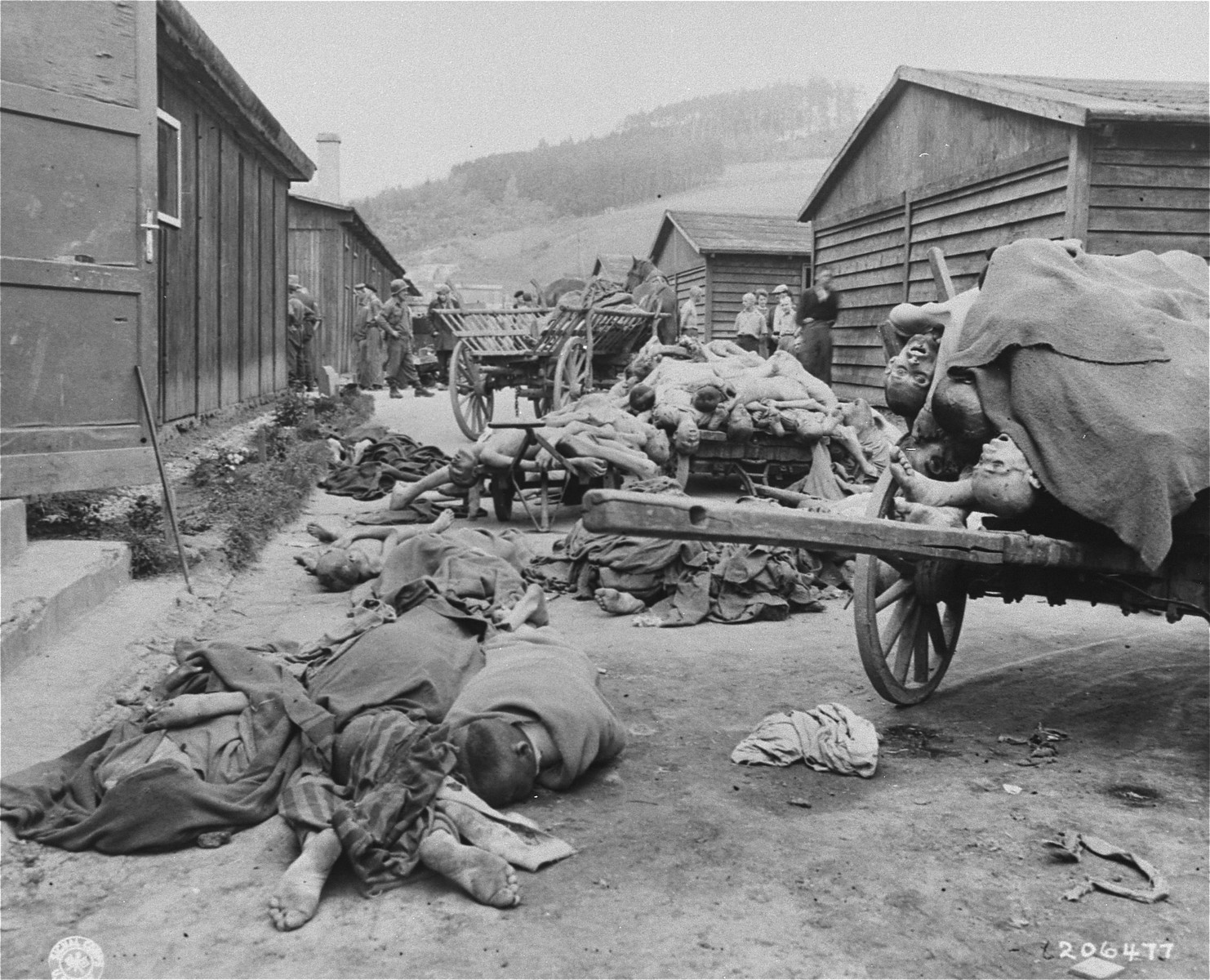
Niemiecki obóz koncentracyjny Gusen. Ciała ofiar po wyzwoleniu (maj 1945 r.).
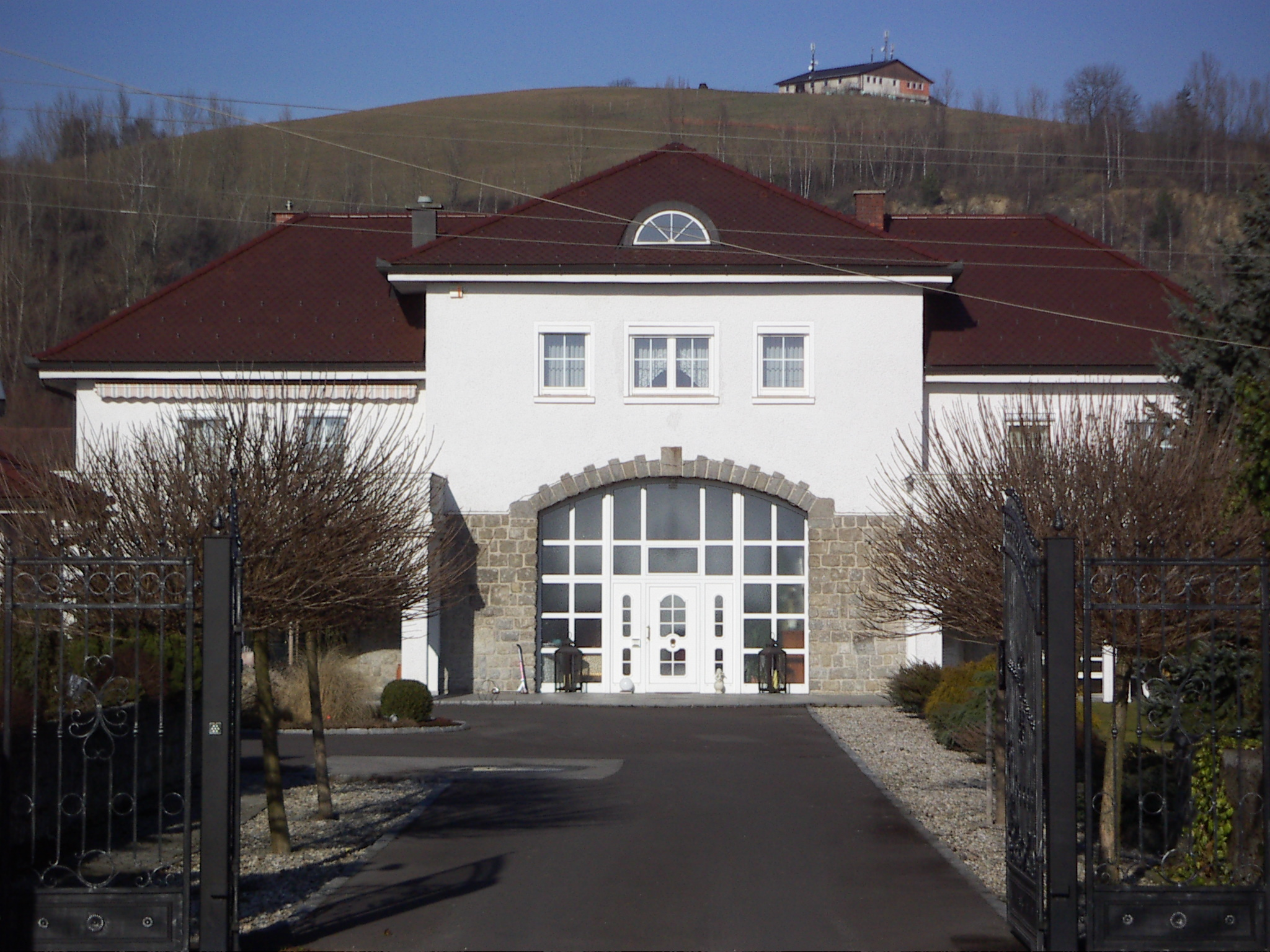
Brama obozowa (Obóz koncentracyjny Gusen I)
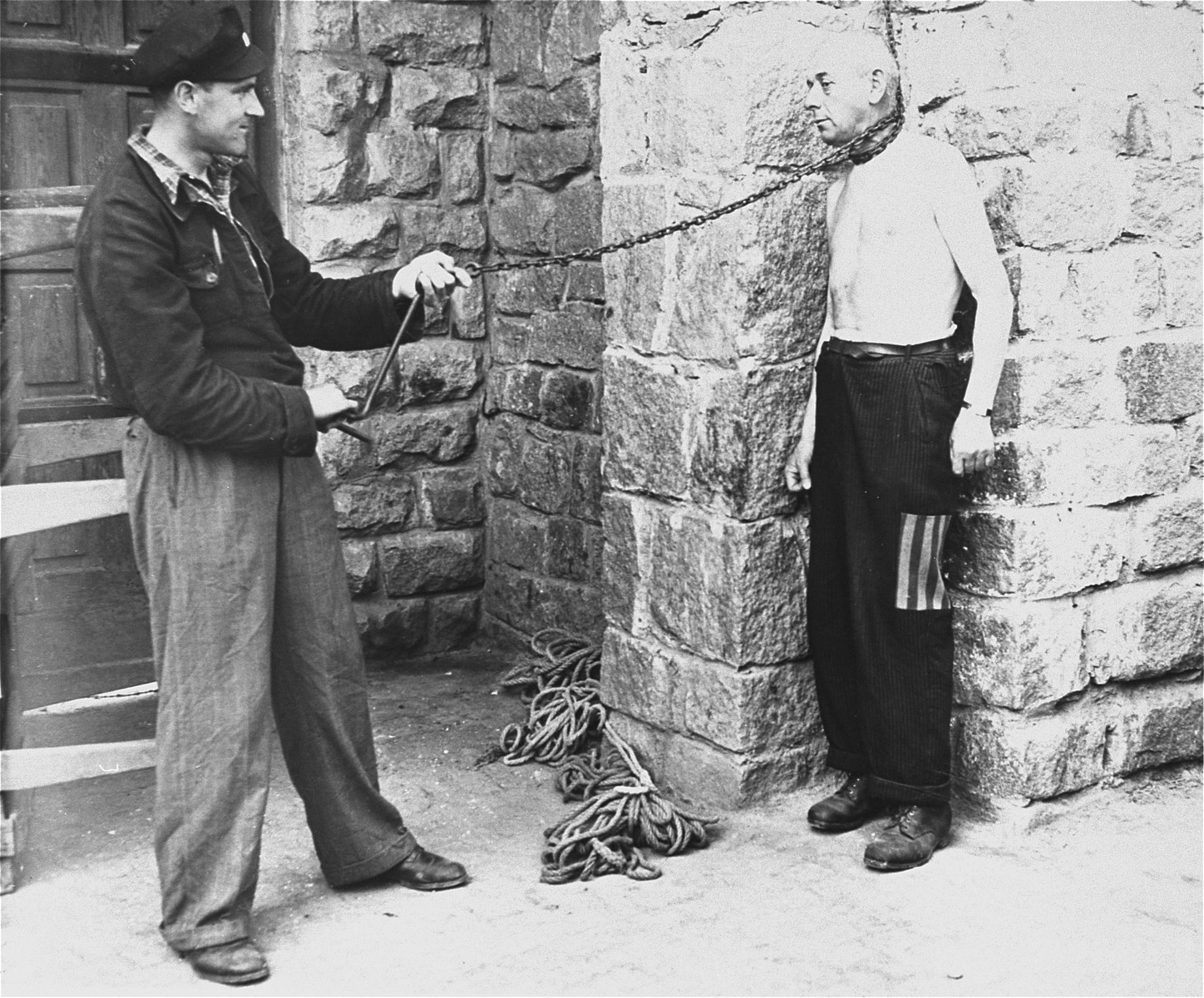
Były więzień obozu demonstruje technikę karania
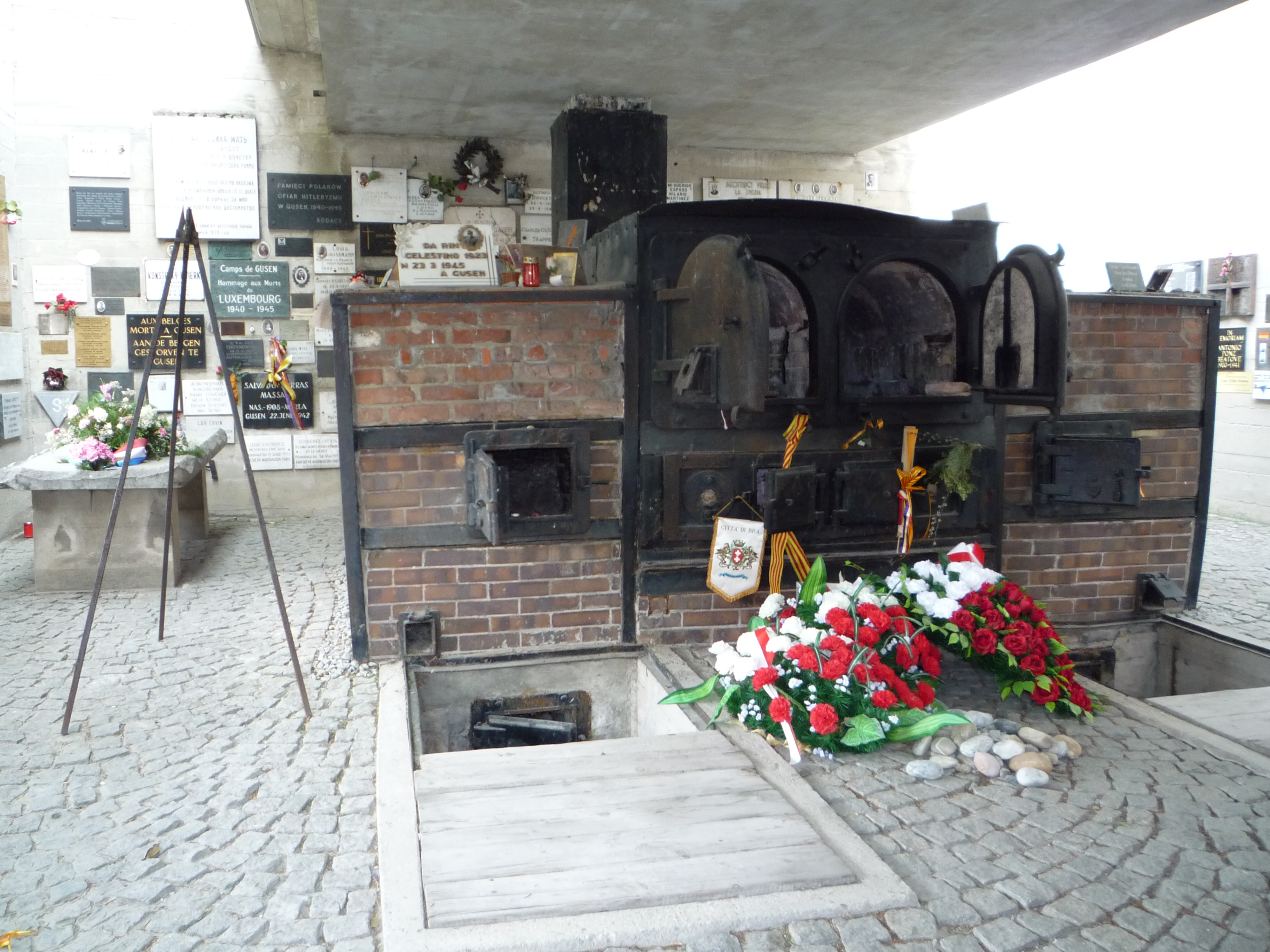
Piece krematoryjne na terenie Memoriału Gusen. Na lewo od pieców znajduje się kamienny stół, który służył głównie do wyrywania złotych zębów ofiarom po ich śmierci.

## Nagrody i nominacje
W 2016 r. Komitet Pamięci Gusen oraz jego przewodnicząca Martha Gammer zostali nominowani do nagrody tygodnika „Do Rzeczy” „Strażnik Pamięci” W 2020 r. stowarzyszenie otrzymało nagrodę Kustosz Pamięci Narodowej.